# Niòrt de Saut
Niòrt de Saut o simplement Niòrt (occità) o Niort-de-Sault (francès) és un comú francès al departament de l'Aude i a la regió d'Occitània. El poble es troba al peu de les runes del castell de Niòrt, darrer nucli de resistència contra el rei de França durant la Croada albigesa.